# Abdulrahman Al-Aboud
Abdulrahman bin Ali bin Hassan Al-Aboud, född 1 juni 1995 i Dammam, är en saudisk fotbollsspelare.
Al-Aboud spelar för Al-Ittihad och Saudiarabiens landslag.

## Landslagskarriär
Al-Aboud debuterade för Saudiarabiens landslag den 10 september 2018 i en 2–2-match mot Bolivia, där han blev inbytt i den 78:e minuten mot Salem Al-Dawsari. Al-Aboud har varit en del av Saudiarabiens trupp vid VM 2022 i Qatar.